# Resta con me (singolo)
Resta con me è un brano musicale del gruppo italiano Lùnapop, scritto da Alessandro De Simone e Cesare Cremonini. È il quinto singolo estratto dall'album ...Squérez? del 1999 ed è uno degli ultimi singoli del gruppo, insieme a Vorrei.

## Il singolo
La versione del brano contenuta nel singolo è sensibilmente diversa rispetto a quella contenuta in ...Squérez?. È infatti più simile al taglio rock che era stato dato a Resta con me durante il tour, ed eseguita al Festivalbar 2001.

## Tracce
1. Resta con me (2001 Vers.) – 4:13
2. 50 Special (Revisited) – 2:52

## Classifiche
| Classifica (2001) | Posizione massima |
| ----------------- | ----------------- |
| Italia            | 49                |